# Croton vaillantii
Espèce
Croton vaillantii est une espèce de plantes à fleurs du genre Croton et de la famille des Euphorbiaceae présente sur l'île d'Hispaniola (Saint-Domingue).
Elle a pour synonymes :
- Croton plumieri, Urb., 1912
- Oxydectes vaillantii, (Geiseler) Kuntze